# Jurij Łachin
Jurij Łachin ros. Юрий Николаевич Лахин (ur. 23 lipca 1952 w Zaporożu, zm. 27 stycznia 2021 w Moskwie) – radziecki i rosyjski aktor teatralny i filmowy; Zasłużony Artysta RFSRR (1988).
Zmarł z powodu zakażenia koronawirusem,